# Tesoura (construção)

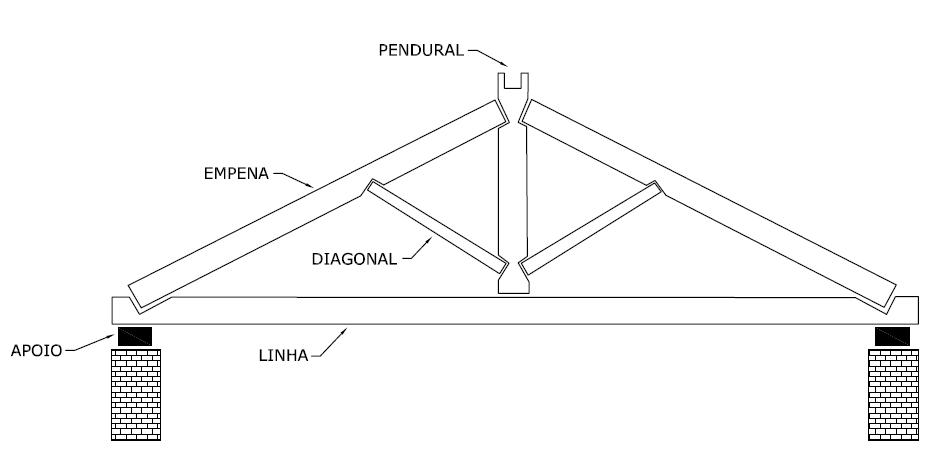
Esquema simplificado de uma tesoura com seus principais componentes.

Tesoura é um tipo de estrutura em treliça, biapoiada, triangular, bastante utilizada como apoio de telhados. É normalmente construída em madeira ou perfis de aço.